# Dieffenbachia cannifolia
Dieffenbachia cannifolia är en kallaväxtart som beskrevs av Adolf Engler. Dieffenbachia cannifolia ingår i släktet prickbladssläktet, och familjen kallaväxter. Inga underarter finns listade.